# Трефа
Тре́фа або хрести́ (фр. trefle — конюшина; нім. kreuz — хрест) — чорна масть у картковій колоді французького типу. Ототожнюється з мастю жир (нім. Eckern, нім. Eichel, дос. «жолудь») із колоди німецького типу, або з палицями в італо-іспанській колоді.
У преферансі та деяких інших іграх трефу вважають другою за порядком мастю в колоді: піка, трефа, бубна, чирва; у бриджі — наймолодшою.

## Коди символу масті при наборі текстів
Юнікод — U+2663 і U+2667
♣ ♧
HTML — &#9827; (або &clubs;) і &#9831;
♣ ♧

## Зразки карт

Туз
2
3
4
5
6
7
8
9
10
Валет
Дама
Король